# 摩尼的父母
《摩尼的父母》是一幅元末明初時期中國南方沿海地區所繪製的絹本彩畫，今藏美國舊金山亞洲藝術博物館，由艾佛瑞·布倫達治捐贈。雖然在博物館官網上給出的標題是「佛教曼荼羅絹畫殘片」（Fragment of a Buddhist Mandala），但經過  的考證，特別是同《摩尼誕生圖》進行對比後，認為該畫是摩尼教作品，描繪該教創始人摩尼的父母跋帝和滿艷的形像。的研究結果發表在一文中，這個觀點亦被宗教藝術史學家古樂慈於她的著述中所採納。這幅畫原屬一幅大型摩尼教絹畫的一部份，繪製手法和藝術風格同《聖者傳圖 1》、《聖者傳圖 2》、《摩尼誕生圖》及《摩尼教宇宙圖》非常相似。

## 簡析
主要根據藝術風格鑑別出這幅畫屬於摩尼教：畫中坐在正殿廳堂內的女子和《摩尼誕生圖》裡的滿艷像非常相似，而且此畫與誕生圖的藝術手法幾乎完全一致，可見其描繪的是「滿艷是如何懷上摩尼的」，《摩尼光佛教法儀略》記載「至若資稟天符而受胎，齋戒嚴潔而懷孕者，本淸淨也；自胷前化誕，卓世殊倫，神驗九徵，靈瑞五應者，生非凡也。」這段記載的前半部份說明滿艷嚴格奉行齋戒和淨化等教規，因而得以懷上聖人摩尼，這也應是此畫想要傳達的訊息；後半部份寫道「自胷前化誕」，意思是摩尼從他母親胸前降生，正是《摩尼誕生圖》所描繪的場景。此外，這幅畫缺少通常佛陀誕生圖中描畫的白象進入摩耶夫人夢境這一重要元素，表明其並非佛教繪畫。

## 補說

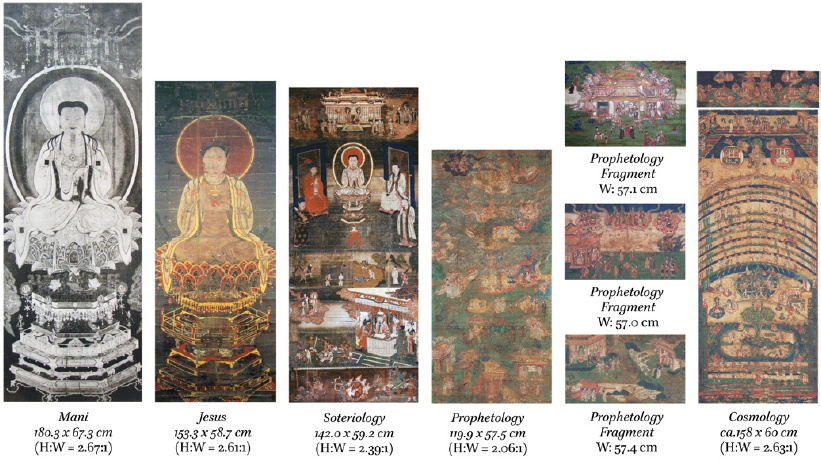
八幅絹畫圖集

目前已知的中國摩尼教絹畫掛軸包括《摩尼的父母》在內共八幅，可分為四大類：
單體神像兩幅（描繪摩尼和耶穌）
- 摩尼像
- 夷數佛幀

描繪救贖論（Soteriology）的畫軸一幅
- 冥王聖幀

描繪先知論（Prophetology）的畫軸四幅
- 摩尼的父母
- 摩尼誕生圖
- 聖者傳圖 1
- 聖者傳圖 2

描繪宇宙論（Cosmology）的畫軸一幅
- 摩尼教宇宙圖